# Theridion plaumanni
Theridion plaumanni là một loài nhện trong họ Theridiidae.
Loài này thuộc chi Theridion. Theridion plaumanni được Herbert Walter Levi miêu tả năm 1963.